# Association Vidolé
 (juillet 2021).
Vidolé (« l’enfant est un trésor » en langue fongbé) ou l'ONG Vidolé est une association caritative béninoise fondée et dirigée par Rose-Marie Honorine Vieyra plus connue sous le nom de Rosine Vieyra Soglo, épouse de l'ancien président du Bénin Nicéphore Soglo. Son siège est situé à Kouhounou à Cotonou au Bénin.

## Création et actions
Fondée et présidée par Rosine Soglo,, ex-première dame du Bénin et député à l'Assemblée nationale de 1999 à 2019, Vidolé voit le jour en juin 1991. Cette organisation non gouvernementale est créée pour permettre à la première dame du Bénin d'opérer dans le social à l'instar des premières dames occidentales notamment Nancy Reagan qu'elle à longtemps observé quand son époux était administrateur à la Banque mondiale à Washington aux États-Unis d'Amérique. Ainsi, Vidolé est une association à caractère social qui vient en aide à l’enfance malheureuse et aux femmes démunies. A sa création, Vidolé est d’abord financée par la communauté libanaise du Bénin avant de bénéficier par la suite des recettes issues des ventes de charité et des dons d’ONG européennes et américaines. Ses biens sont redistribués aux femmes et aux enfants des localités du Bénin les plus démunies. Pour y arriver, plusieurs sections locales de Vidolé sont créées.